# Chinese Democracy (Lied)
Chinese Democracy ist ein Lied der US-amerikanischen Hard-Rock-Band Guns N’ Roses aus dem Jahr 2008. Es erschien auf dem gleichnamigen Album.

## Entstehung und Veröffentlichung
Das Lied wurde von den Guns-N’-Roses-Mitgliedern Robin Finck, Josh Freese, Dizzy Reed, Axl Rose, Tommy Stinson und Paul Tobias sowie den Autoren Caram Castanzo und Eric Caudieux geschrieben beziehungsweise komponiert. Castanzo und Rose zeichneten darüber hinaus für die Produktion verantwortlich.
Die Erstveröffentlichung von Chinese Democracy erfolgte als Single am 14. September 2008 bei Geffen Records. Diese erschien als 7″-Single mit der Doppel-A-Seite Shackler’s Revenge. Es war die erste Single mit eigenem Material seit Estranged aus dem Jahr 1994. Am 21. November 2008 erschien das Lied als Teil des fünften gleichnamigen Guns-N’-Roses’-Studioalbums.
Der Lied wurde bereits in den Jahren 2001, 2002 sowie 2006 und 2007 auf ihrer Chinese Democracy Tour gespielt.

## Inhalt
Axl Rose leitete die Livepremiere des Songs in Las Vegas, Nevada am 1. Januar 2001 mit den folgenden Worten ein, die den Hintergrund des Songtextes verdeutlichen:

„The movie Kundun was on [television] about the Dalai Lama. I was getting ready to leave...and it was the end of the movie. And the Dalai Lama is about to cross over the border, to you know, be in exile for the rest of his life from his own country. And he looks back at the men who helped him, and you know he's escaped the Chinese government. And he looks back at them and he waves and they wave at him. And then they show a scene where he looks back at them again and he sees every one of them dead. Because he knew they would be killed, and they knew that in helping him they would be killed. And you know the emotion in this next song, that's all that's about. It's not like an intelligent song. It doesn't have the answer to anything. And it's not necessarily pro or con about China. It's just that right now China symbolizes one of the strongest, yet most oppressive countries and governments in the world. And we Americans are fortunate to live in a free country. And so in thinking about that it just kinda upset me, and we wrote this little song called Chinese Democracy.“

## Kommerzieller Erfolg

### Chartplatzierungen
Der Song erreichte in Norwegen die Spitzenposition der Charts, in Finnland und Schweden jeweils Platz drei.
| ChartsChartplatzierungen       | Höchstplatzierung | Wochen |
| ------------------------------ | ----------------- | ------ |
| Deutschland (GfK)              | 38 (5 Wo.)        | 5      |
| Österreich (Ö3)                | 26 (5 Wo.)        | 5      |
| Schweiz (IFPI)                 | 11 (6 Wo.)        | 6      |
| Vereinigte Staaten (Billboard) | 34 (4 Wo.)        | 4      |
| Vereinigtes Königreich (OCC)   | 27 (4 Wo.)        | 4      |

### Auszeichnungen für Musikverkäufe
| Land/Region     | Auszeichnungen für Musikverkäufe (Land/Region, Auszeichnung, Verkäufe) | Verkäufe |
| --------------- | ---------------------------------------------------------------------- | -------- |
| Brasilien (PMB) | Gold                                                                   | 30.000   |
| Insgesamt       | 1× Gold ·                                                              | 30.000   |

Hauptartikel: Guns N’ Roses/Auszeichnungen für Musikverkäufe